# Meåsflon
Meåsflon är ett naturreservat i Östersunds kommun i Jämtlands län.
Området är naturskyddat sedan 2017 och är 38 hektar stort. Reservatet består av tallskog i väster och barrblandskog i öster.